# Jan Calabria
Jan Calabria, właśc. wł. Giovanni Calabria (ur. 8 października 1873 w Weronie, zm. 4 grudnia 1954 tamże) – włoski ksiądz, założyciel Zgromadzenia Ubogich Sług Bożej Opatrzności (łac. Congregatio Pauperum Servorum Divinae Providentiae, PSDP), święty Kościoła katolickiego.
Jan urodził się jako najmłodsze spośród siedmiorga dzieci. Jego ojciec był szewcem a matka służącą. Chodził do parafialnego przedszkola i parafialnej szkoły ludowej. Następnie uczył się jako eksternista w gimnazjum. Gdy w trzeciej klasie musiał przerwać naukę z powodu powołania do wojska Jan służył w szpitalu, gdzie wyróżniał się dobrocią i pobożnością. W wieku 23 lat wstąpił do seminarium i rozpoczął studia teologiczne. W 1898 roku, wraz z grupą kleryków i osób świeckich, założył Pobożne Stowarzyszenie Opieki nad Ubogimi Chorymi.
W 1901 otrzymał święcenia kapłańskie. Pracował w parafii św. Stefana w Weronie, gdzie zajmował się chorymi i ubogimi. W 1907 został przeniesiony do kościoła św. Benedykta. 6 listopada 1907 założył Dom dla Dobrych Chłopców, który dał początek zgromadzeniu Ubogich Sług Bożej Opatrzności. Organizacja szybko rozprzestrzeniła się na teren całych Włoch oraz poza granice kraju. W 1910 Jan założył żeńską gałąź zgromadzenia Ubogich Służebnic Bożej Opatrzności.
Jan Calabria zmarł 4 grudnia 1954 w wyniku wylewu krwi do mózgu.
Został beatyfikowany 17 kwietnia 1988 roku, a w 11 lat później, 18 kwietnia 1999, kanonizowany. Obu aktów dokonał Jan Paweł II.
Wspomnienie liturgiczne św. Jana obchodzone jest w dzienną pamiątkę śmierci.